# Fearless (album Le Sserafim)
Fearless – debiutancki minialbum południowokoreańskiej grupy Le Sserafim, wydany 2 maja 2022 roku przez wytwórnię Source Music. Płytę promował singel „Fearless”.

## Lista utworów
| CD | CD                       | CD | CD     | CD      |
| Nr | Tytuł utworu             | Tekst | Muzyka | Długość |
| -- | ------------------------ | --- | ------ | ------- |
| 1. | „The World Is My Oyster” | Score (13), Megatone (13), Hybe | 13     | 1:47    |
| 2. | „Fearless”               | Score (13), Megatone (13), Supreme Boi, Blvsh, Jaro, Nikolay Mohr, "Hitman" Bang, Oneye, Josefin Glenmark, Emmy Kasai, Kyler Niko, Pau, Destiny Rogers                                                                                    | 13     | 2:48    |
| 3. | „Blue Flame”             | Score (13), Megatone (13), Jonna Hall, Gayoung (PNP), Kim In-hyung, Danke (Lalala Studio), Ronnie Icon, Caroline Gustavsson, Kim Chae-won, Huh Yun-jin                                                                                    | 13     | 3:22    |
| 4. | „The Great Mermaid”      | Score (13), Megatone (13), "Hitman" Bang, Sunshine (Cazzi Opeia i Ellen Berg), Anne Judith Stokke Wik (Dsign Music), Ronny Svendsen (Dsign Music), Nermin Harambašić (Dsign Music), Danke, Kyler Niko, Pau, Lee Hyung-seok, Jeong Jin-woo | 13     | 2:58    |
| 5. | „Sour Grapes”            | Score (13), Megatone (13), Danke, Abir, Kayofkaj, Nermin Harambašić (Dsign Music), Lady V, Kim In-hyeong, Sunshine (Cazzi Opeia and Ellen Berg)                                                                                           | 13     | 3:17    |

## Notowania
| Lista                                    | Pozycja |
| ---------------------------------------- | ------- |
| South Korean Albums (Circle)             | 2       |
| Croatia International Albums (HDU)       | 17      |
| Finnish Albums (Suomen virallinen lista) | 27      |
| Hungarian Albums (MAHASZ)                | 37      |
| Japanese Albums (Oricon)                 | 3       |
| Japanese Hot Albums (Billboard Japan)    | 1       |

## Nagrody w programach muzycznych
| Program               | Data           | Źródło |
| --------------------- | -------------- | ------ |
| Music Bank (KBS2)     | 13 maja 2022   | [ 8 ]  |
| Show Champion (MBC M) | 1 czerwca 2022 | [ 9 ]  |
| The Show (SBS MTV)    | 10 maja 2022   | [ 10 ] |
| The Show (SBS MTV)    | 17 maja 2022   | [ 11 ] |

## Sprzedaż
| Kraj             | Sprzedaż |
| ---------------- | -------- |
| Korea Południowa | 471 675  |
| Japonia          | 32 998   |